# Urban
Pour les articles homonymes, voir Urban (homonymie).
 (juin 2025).
Si vous disposez d'ouvrages ou d'articles de référence ou si vous connaissez des sites web de qualité traitant du thème abordé ici, merci de compléter l'article en donnant les références utiles à sa vérifiabilité et en les liant à la section « Notes et références ».
Genres dérivés
Pop urbaine
L''urban, ou musique urbaine, est un terme utilisé dans l'industrie musicale aux États-Unis englobant toute la musique populaire afro-américaine contemporaine (par exemple : le funk, le new jack swing, le RnB...).

## Histoire
Le terme d'« urban music » naît dans les années 1980, lorsque la musique afro-américaine commence à rentrer dans des formats radio (n'excédant pas 4 minutes en général), à utiliser des instruments et une production plus digitale qu'organique (synthétiseurs, boîtes à rythmes, programmation) et des mélodies parfois plus proches de la pop qu'auparavant, dans un but crossover, c'est-à-dire celui de plaire à un large public, notamment au public blanc[non neutre] dans le cas de la black pop. Il marque donc une rupture avec le rhythm and blues et la soul organique des années 1960 et 1970. À l'exception de la nu soul, qui se démarque de cette esthétique en renouant avec les racines de la soul, toutes les musiques afro-américaines contemporaines appartiennent à la catégorie urban.
Certains artistes de soul dite classique ont eu des tubes à ranger dans la catégorie urban, dont Marvin Gaye, avec Sexual Healing, Stevie Wonder, avec Part-Time Lover, et The Temptations, avec Treat Her Like A Lady.

## Genres musicaux

### Quiet storm
Le quiet storm, ou urban adult contemporary, est un style de ballades RnB inventé par Smokey Robinson mais popularisé surtout par des artistes tels que Luther Vandross, Teddy Pendergrass, Sade ou Anita Baker. Il mélange le côté émotionnel de la soul au côté accessible de la pop, et est conçu de manière à passer aussi bien sur des radios pop que RnB. Le genre continue d'exister aujourd'hui[Quand ?] à travers des artistes comme Babyface, Gerald Levert ou Brian McKnight, même si le nom n'existe plus officiellement. Un style très proche du quiet storm est le smooth jazz, variante instrumentale de celui-ci.

### Funk
Le funk (post-disco, urban funk), variante funk des années 1980, est caractérisé par un son beaucoup plus léché que ceux exercés dans les décennies précédentes, avec une basse généralement très marquée et des synthétiseurs. Au son rugueux et déjanté de Sly and the Family Stone, Funkadelic ou Parliament, s'oppose une nouvelle vague funk, parfois influencée par la musique électronique, le jazz fusion voire le disco (d'où l'amalgame incessant) ou la pop, et ayant joué un rôle décisif dans la création du hip-hop. Zapp and Roger, Cameo, Mtume, Gap Band ou même Prince et Rick James, appartiennent à cette famille du funk, bien que certains notent des influences funk psychédélique dans leur musique.

### Black pop et blue-eyed soul
Pur produit des années 1980, la black pop (ou urban pop) n'est autre que la réponse noire à la dance-pop de Madonna et consœurs. Calibrée pour les radios et MTV et plutôt représentée par de jeunes artistes féminines, elle cherche à séduire un public large et ses mélodies simples et efficaces suivent le même schéma que la pop qu'elle imite (c'est-à-dire des chansons club alternées avec des ballades), bien qu'à la différence de celle-ci, la black pop intègre des influences soul et funk notables. Celle qui incarne le mieux ce genre est Janet Jackson. Son succès colossal a popularisé le genre, qui a désormais[Quand ?] élargi ses rangs à des chanteuses blanches telles que Paula Abdul ou métisses comme Mariah Carey. La black pop connait un revival à la fin des années 1990 à travers toute la nouvelle vague de chanteurs RnB commerciaux. Tous les tubes RnB que l'on[Qui ?] peut entendre sur les grandes ondes, encore aujourd'hui[Quand ?], ne diffèrent pas énormément de cette esthétique.

### Acid jazz
L'acid jazz, qui connait son pic de popularité au début des années 1990 avec des artistes tels que Jamiroquai, Brand New Heavies, Incognito ou Us3, est bien moins marqué par le hip-hop que ses voisins new jack swing ou RnB. C'est plutôt la renaissance du funk (notamment du jazz-funk) dans un format très club (d'où parfois le fait que l'acid jazz est considéré comme une musique électronique).
L'acid jazz est un genre typiquement anglais et plutôt underground, malgré quelques succès commerciaux tels que Groove Is In the Heart de Deee-Lite, Back to Life (en) de Soul II Soul ou encore A Fair Affair (Je t'aime) de Misty Oldland. Assez restreint et marginal, il continue de vivre sans trop faire de vagues, cédant rarement à la tentation mercantiliste (bien que l'artiste le plus populaire du genre, Jamiroquai, cesse depuis bien longtemps de faire une musique considérée comme de l'acid jazz).

### New jack swing
Dès la fin des années 1980, le funk devient marginal. Les artistes qui s'y adonnaient adoptent la mode du new jack swing (NY Go-go), courant très influencé par le funk des années 1980, surtout celui de Washington : Chuck Brown, Trouble Funk et EU.
Initié par Teddy Riley, le new jack swing allie des mélodies héritées du funk, de la soul voire du gospel aux rythmes lourds du rap. Il est le plus souvent chanté mais il contient parfois quelques couplets rappés. Il est donc le pont entre deux univers : le RnB et le hip-hop. Ses principales figures sont Bobby Brown, Guy, Today ou encore Keith Sweat. Notons également l'album Dangerous (1991) de Michael Jackson, réalisé avec Teddy Riley, qui utilise pleinement le new jack swing dans certains de ses titres.

### RnB
Au milieu des années 1990, beaucoup de termes seront employés pour qualifier ce nouveau genre de RnB : RnB/hip-hop, heavy RnB, hip hop/soul ou encore urban soul. Celui qui sera retenu par le grand public sera le terme classique RnB (également orthographié R'n'B). Le RnB s'inscrit dans la continuité du new jack swing, bien que les basses hip-hop soient moins marquées et le son est plus doux. L'une des premières artistes à populariser le genre est Mary J. Blige.
En affinant ses contours, en s'éloignant de ses racines soul et funk pour un son pop (plus calibré pour les radios généralistes et ciblant principalement les adolescents), le RnB gagne la faveur du grand public. Un exemple de ce changement d'orientation du RnB est le retour du groupe TLC en 1999 avec FanMail : en effet, on constate un réel changement musical entre l'album FanMail et leur album précédent CrazySexyCool. C'est un tout nouveau RnB, assimilable à de la black pop et appelé Pop/RnB ou parfois « groove » par les fans du courant originel, qui inonde les ondes. Beaucoup d'artistes pop profiteront du succès des Brandy et autres Usher pour eux aussi se lancer dans le RnB en faisant appel aux producteurs du genre (Rodney Jerkins, Timbaland, The Neptunes). C'est le cas par exemple de Britney Spears avec I'm A Slave 4 U ou encore Christina Aguilera avec Dirrty.

## Artistes principaux
- Aaliyah
- Patti Austin
- Babyface
- Anita Baker
- Regina Belle
- George Benson
- Mary J. Blige
- Boyz II Men
- Brand New Heavies
- Brandy
- Toni Braxton
- Jocelyn Brown
- Peabo Bryson
- Chic
- Commodores
- Natalie Cole
- Randy Crawford
- DeBarge
- Destiny's Child
- George Duke
- Earth, Wind and Fire
- En Vogue
- Faith Evans
- Roberta Flack
- Gabrielle
- Whitney Houston
- James Ingram
- Freddie Jackson
- Janet Jackson
- Jermaine Jackson
- Michael Jackson
- Jamiroquai
- Al Jarreau
- Jodeci
- R. Kelly
- Chaka Khan
- Kool and the Gang
- Gerald Levert
- Brian McKnight
- Stephanie Mills
- Mtume
- Next
- Billy Ocean
- Peebles
- Teddy Pendergrass
- Prince
- Diana Ross
- Sade
- Shalamar
- Shanice
- Keith Sweat
- SWV
- Terence Trent D'Arby
- TLC
- Usher
- Luther Vandross
- Dionne Warwick
- Jody Watley
- Barry White
- Deniece Williams
- Vanessa Williams
- Zapp and Roger